# Peter Byrne
Peter Lawrence Byrne (Melbourne, 29 gennaio 1948) è un ex cestista australiano.

## Carriera
Con l'Australia ha disputato i Giochi olimpici del 1972.